# Bogdan Waligórski
Bogdan Kazimierz Waligórski (ur. 6 grudnia 1944 w Poznaniu) – polski inżynier mechanik i działacz socjalistyczny, poseł na Sejm PRL VI kadencji.

## Życiorys
Należał do Związku Młodzieży Socjalistycznej. Pełnił funkcje przewodniczącego Zarządu Szkolnego ZMS w Poznaniu (1960–1963), wiceprzewodniczącego Zarządu Dzielnicowego ZMS w Poznaniu (1963–1965), wiceprzewodniczącego (1965–1966) i przewodniczącego (1966–1968) Zarządu Uczelnianego ZMS w Poznaniu, członka prezydium Zarządu Głównego ZMS w Warszawie (1969–1975), wiceprzewodniczącego (1970–1971) i przewodniczącego (1971–1972) Zarządu Wojewódzkiego ZMS w Poznaniu, a także przewodniczącego ZG ZMS (1972–1975).
Do Polskiej Zjednoczonej Partii Robotniczej wstąpił w 1967. W 1972 uzyskał mandat posła na Sejm PRL w okręgu Szamotuły. Zasiadał w Komisji Zdrowia i Kultury Fizycznej oraz w Komisji Oświaty i Wychowania, której był zastępcą przewodniczącego. Pełnił funkcję sekretarza Sejmu. W 1975 zasiadał w egzekutywie Komitetu Wojewódzkiego PZPR w Poznaniu, a od 1 czerwca 1981 do 30 kwietnia 1982 pełnił funkcję sekretarza tegoż KW.

## Życie prywatne
Syn Aleksandra i Stanisławy. Żonaty z Danutą z domu Siemiankowską (ur. 1947), z którą ma dwójkę dzieci.

## Odznaczenia
- Krzyż Komandorski Orderu Odrodzenia Polski (2005)[3]
- Srebrny Krzyż Zasługi
- Srebrne Odznaczenie im. Janka Krasickiego
- Honorowa Odznaka Miasta Łodzi (1972)[4]